# Liste der Baudenkmäler in Dachau

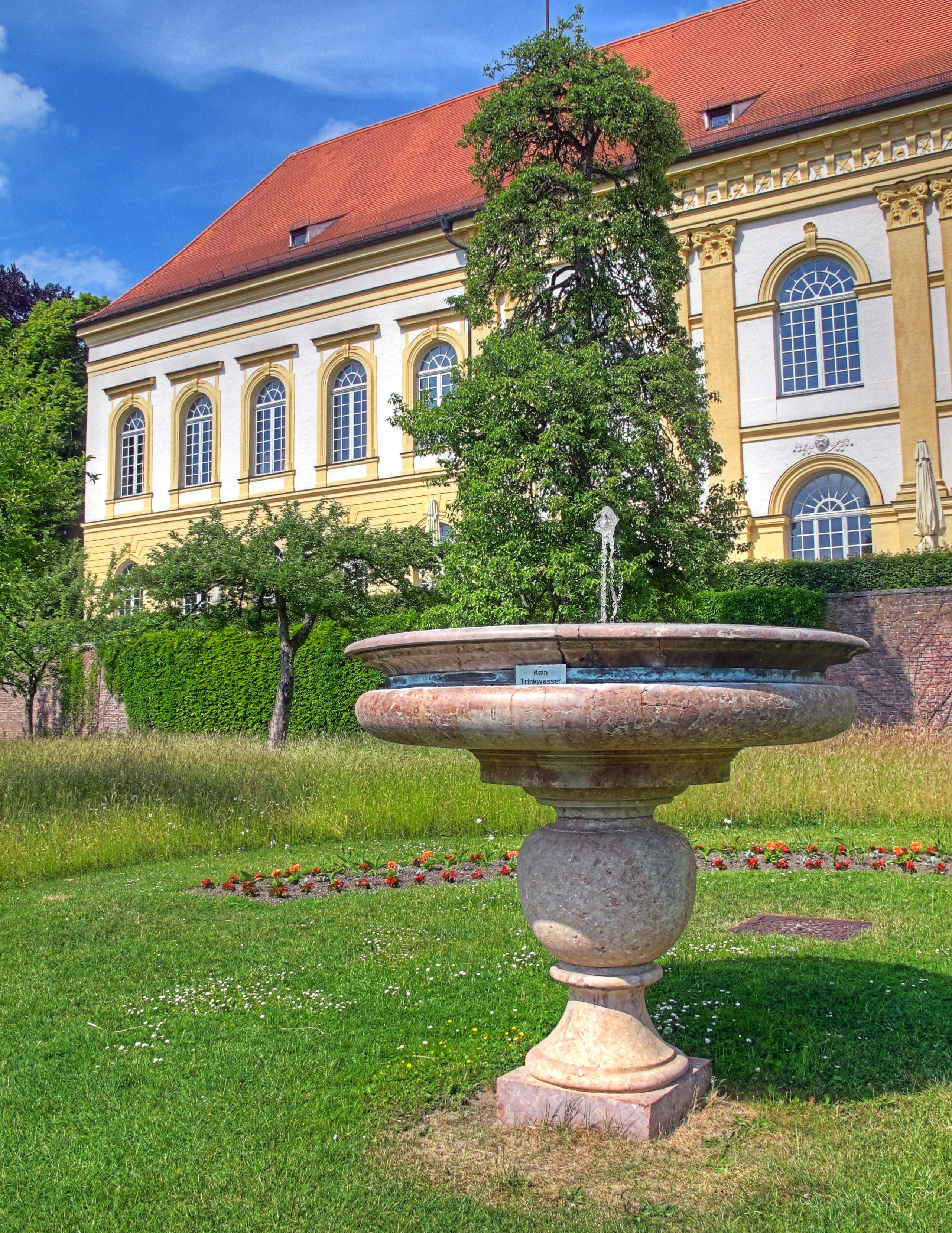
Dachauer Schloss, Brunnen im Garten

Auf dieser Seite sind die Baudenkmäler in der oberbayerischen Großen Kreisstadt Dachau zusammengestellt. Diese Tabelle ist eine Teilliste der Liste der Baudenkmäler in Bayern. Grundlage ist die Bayerische Denkmalliste, die auf Basis des Bayerischen Denkmalschutzgesetzes vom 1. Oktober 1973 erstmals erstellt wurde und seither durch das Bayerische Landesamt für Denkmalpflege geführt wird. Die folgenden Angaben ersetzen nicht die rechtsverbindliche Auskunft der Denkmalschutzbehörde.

## Ensembles in Dachau

### Altstadt Dachau mit Schloss
E-1-74-115-1
Charakteristisch ist die Lage auf der gegen Süden und Osten steil abfallenden Anhöhe hoch über der Amper bzw. dem von dieser abgezweigten Mühlkanal. Diese topographische hervorgehobene Lage über der Flussniederung ließ diesen Ort bereits in der Steinzeit zu einem Siedlungsplatz werden. Eine römische Besiedlung wird lediglich vermutet, da eine Römerstraße nahe vorbeiführte.
Im Jahr 805 bezeugt eine erste Urkunde den Ort Dachau, der um 1100 von den Grafen von Scheyern mit einer Burg besetzt wurde. 1182 kam er an die Wittelsbacher, wurde kurz darauf Sitz eines Landgerichts und erhielt von wohl um 1200 Marktrechte verliehen. Der Markt wurde wohl im 14. Jahrhundert befestigt und konnte sich zu einem ländlichen Handelszentrum mit drei Jahrmärkten entwickeln; seit dem 16. Jahrhundert verfügte er als gebannter Markt über eigene Selbstverwaltung, Gericht und Notariat. 1398 und 1403 erlebte der Ort verheerende Brände.

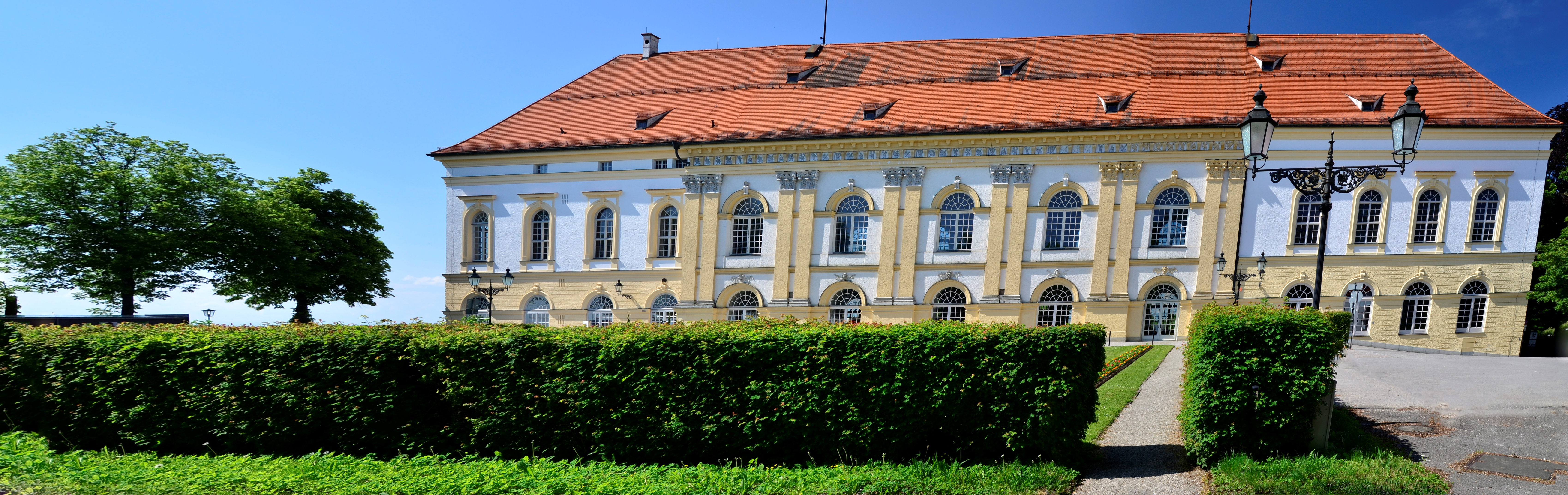
Dachauer Schloss – Panorama vom Park gesehen

Eine neue Phase seiner Geschichte begann, als Bayernherzog Albrecht V. ein stattliches Renaissanceschloss mit Hofgarten an den Südwestrand des Marktes errichten ließ. Unter Kurfürst Max Emanuel wurde die Vierflügelanlage zwischen 1715 und 1717 von dem aus Dachau gebürtigen Hofbaumeister Joseph Effner im Stil des Spätbarock umgebaut. Wesentliche Verluste erlitt der Bau 1806, als König Max I. drei der vier Flügel abtragen ließ.
Der Markt Dachau hatte unter den Kriegen des 17. und 18. Jahrhunderts zu leiden, sein Grundriss blieb seit den wirtschaftlichen Einbrüchen im Dreißigjährigen Krieg für nahezu zwei Jahrhunderte unverändert. Erst in der zweiten Hälfte des 19. Jahrhunderts wuchs der
Markt über die alten Grenzen vor allem entlang der Straße nach Freising–Augsburg–München über die Amper hinaus. Der Bahnanschluss an die Strecke München-Ingolstadt führte auch zu baulichen Entwicklungen in Bahnhofsnähe. Doch erst dieses Jahrhundert, vor allem in der Nachkriegszeit, brachte eine Auffächerung des bis dahin noch weitgehend geschlossenen Marktortes.

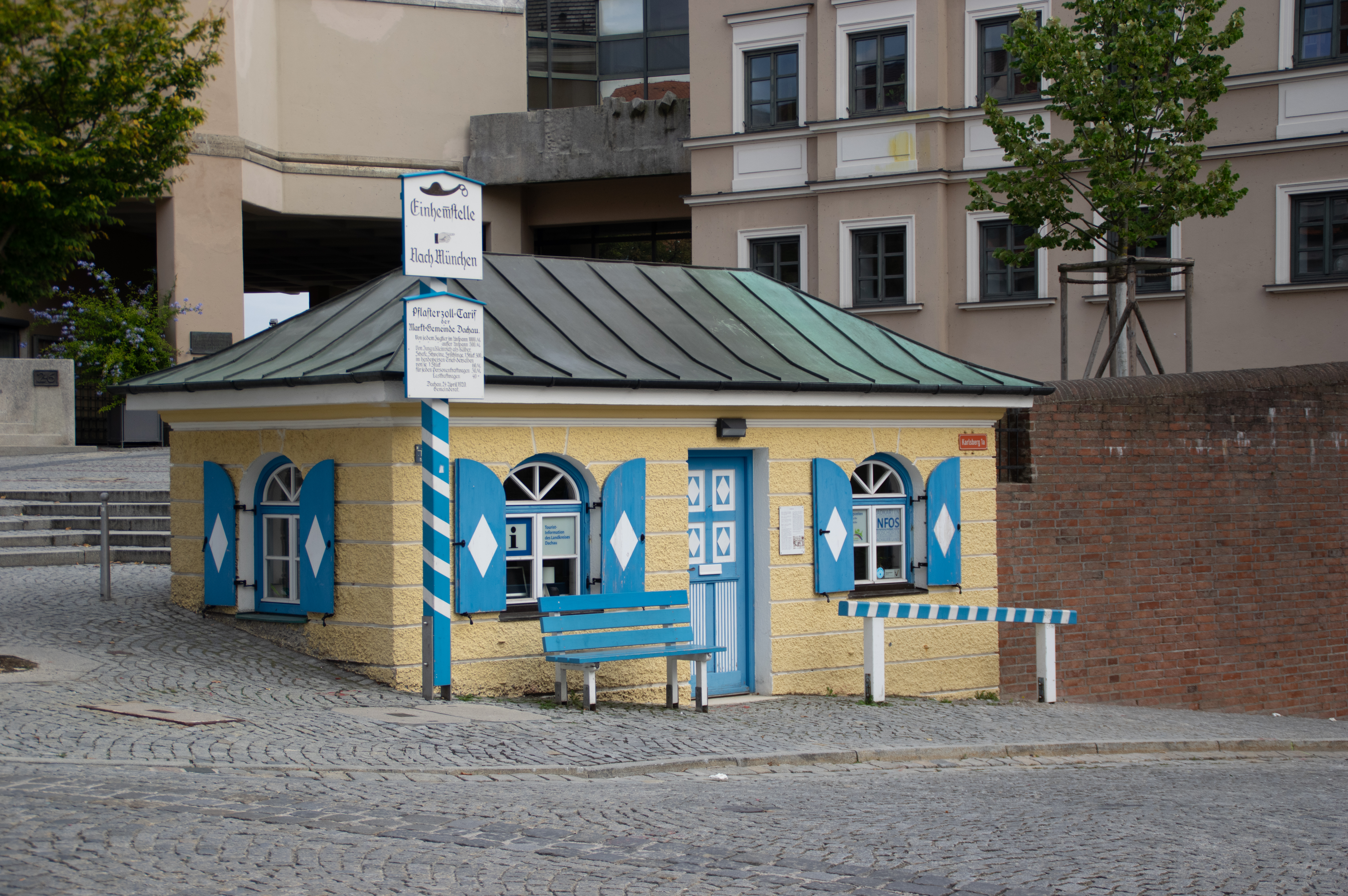
Zollhäusl in Dachau

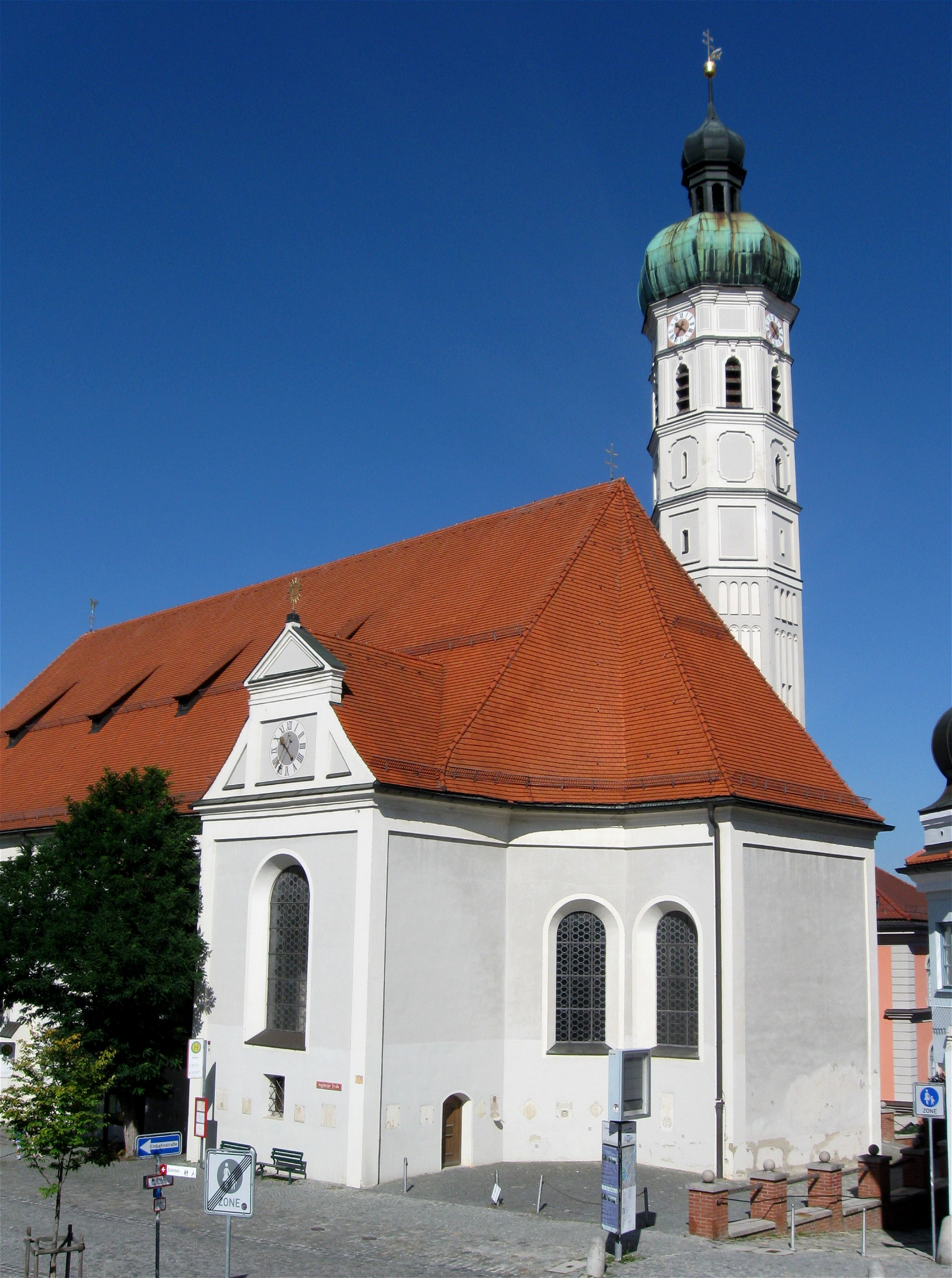
Katholische Pfarrkirche St. Jakob

Im 19. Jahrhundert entwickelte sich in dem Marktflecken über dem landschaftlich reizvollen Ampermoos eine Künstlerkolonie und Malschule (Neu-Dachau), in der sich zahlreiche namhafte Maler wie Liebermann, Corinth, Slevogt, Marc u. a. aufhielten. Um 1910 entstand eine Villenkolonie der Künstler an der Stockmannstraße.
Die Einrichtung eines ersten Konzentrationslagers durch die Nationalsozialisten im Nordosten von Dachau leitete 1933 ein dunkles Kapitel der Ortsgeschichte ein. Nach Auflösung des Konzentrationslagers wurden dessen Gebäude nach 1945 von Vertriebenen und Flüchtlingen belegt, was zu einem raschen Anstieg der Bevölkerung und zunehmender Siedlungstätigkeit führte.
Die Anlage des Marktortes Dachau folgt dem allgemeinen Typus bayerischer Märkte und Stadtanlagen mit einem breiten, zugleich als Markt dienenden Handelsweg (Freisinger Straße (heute Konrad-Adenauer-Straße) – Marktplatz – Augsburger Straße). Topographisch bedingt, zieht sich die Straße im Norden in einem nahezu halbkreisförmigen Bogen über den Langenberg. In der Kehre erhebt sich nördlich der Straße die katholische Pfarrkirche, auch das Rathaus hat hier auf der gegenüberliegenden Seite seinen Platz.
An den Straßenrändern reihen sich zum Teil in Kommunverband errichtete, zum Teil einzeln gestellte Bauten der Administration, Bürger- und Wirtshäuser. In den schmalen Nebenstraßen (u. a. Wieningerstraße, Pfarrstraße, Färber-, Kloster- und Spitalgasse) sind die kleineren Häuser ehemaliger Handwerker und Ackerbürger zumeist in Kommunverband als geschlossene Zeilen aufgerichtet. Südlich unterhalb des Marktortes und mit dem Markt über die am Schlossberg hinabgeführte Straße „Karlsberg“ verbunden, hat sich am Brückenkopf der Amper ein kleines unregelmäßig bebautes Quartier entwickelt (Am Brunnenhaus, Am Kühberg). Unmittelbar darüber und zugleich an höchster Stelle der Amperhügel steht – vom Ortskern abgesetzt – das weithin sichtbare Schloss, dem zur Stadt hin der von einem Grünstreifen umgebene Schlosshof (Ort der drei abgebrochenen Schlossflügel) vorgelegt ist. Nach Süden schließt sich der Hofgarten an, der in Terrassen zum Flussufer herabgeführt wird und dort in einen vom Mühlbach begleiteten Englischen Garten übergeht. Innerhalb dieses Gebietes sind eigene Platz- und Straßenräume von besonderer Bedeutung: Augsburger Straße, Konrad-Adenauer Straße, Schlossstraße.

### Konzentrationslager Dachau
E-1-74-115-2

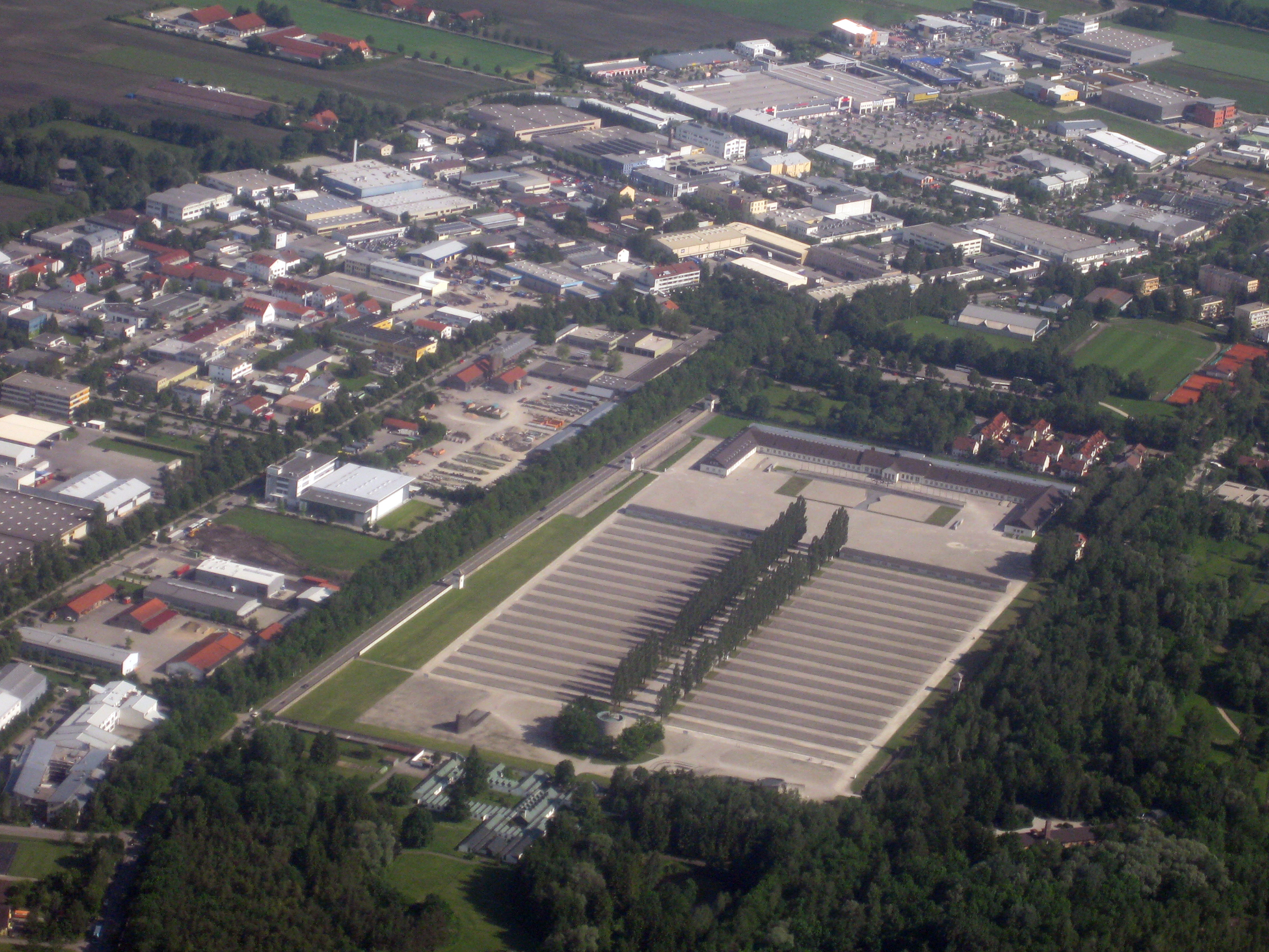
KZ-Gedenkstätte Dachau

Das ehemalige Konzentrationslager Dachau, in einer aus dem Ersten Weltkrieg stammenden Pulver- und Munitionsfabrik eingerichtet und vor allem ab 1938 erheblich umgebaut und erweitert, nahm mit den zugehörenden Infrastruktur- und Nebeneinrichtungen ein Gelände von etwa 203 ha ein.
Das Areal liegt im Nordosten des Stadtgebietes Dachau zwischen Amper und Alter Römerstraße. Die ehemals zum KL wie zum Truppenlager der SS gehörenden baulichen Anlagen sind in ihrem historischen Bestand erheblich reduziert und teilweise überformt, doch markieren sie in ihrer Gesamtheit einen Geschehensort des NS-Regimes, dem wegen seines Zeugniswertes über eine perfekt organisierte, barbarische Einschüchterungs- und Vernichtungsmaschinerie besondere historische Bedeutung zukommt.
Die Anlage besteht aus dem einstigen, seit 1960/65 als Gedenkstätte und Museum um- und
ausgebauten Häftlingslager (I) mit weitgehend rekonstruierten, teilweise auch renovierten
Wachtürmen, rekonstruierter Betonmauer mit Stacheldraht und Gräben.
Die Kommandantur und Wirtschaftsbauten (heute Museum), ehemalige Gefängnisbaracke und
Arrest- bzw. Exekutionshof mit Erschießungsmauer sowie drei unterirdische Bunker sind
hier weitgehender Bestand von 1938.

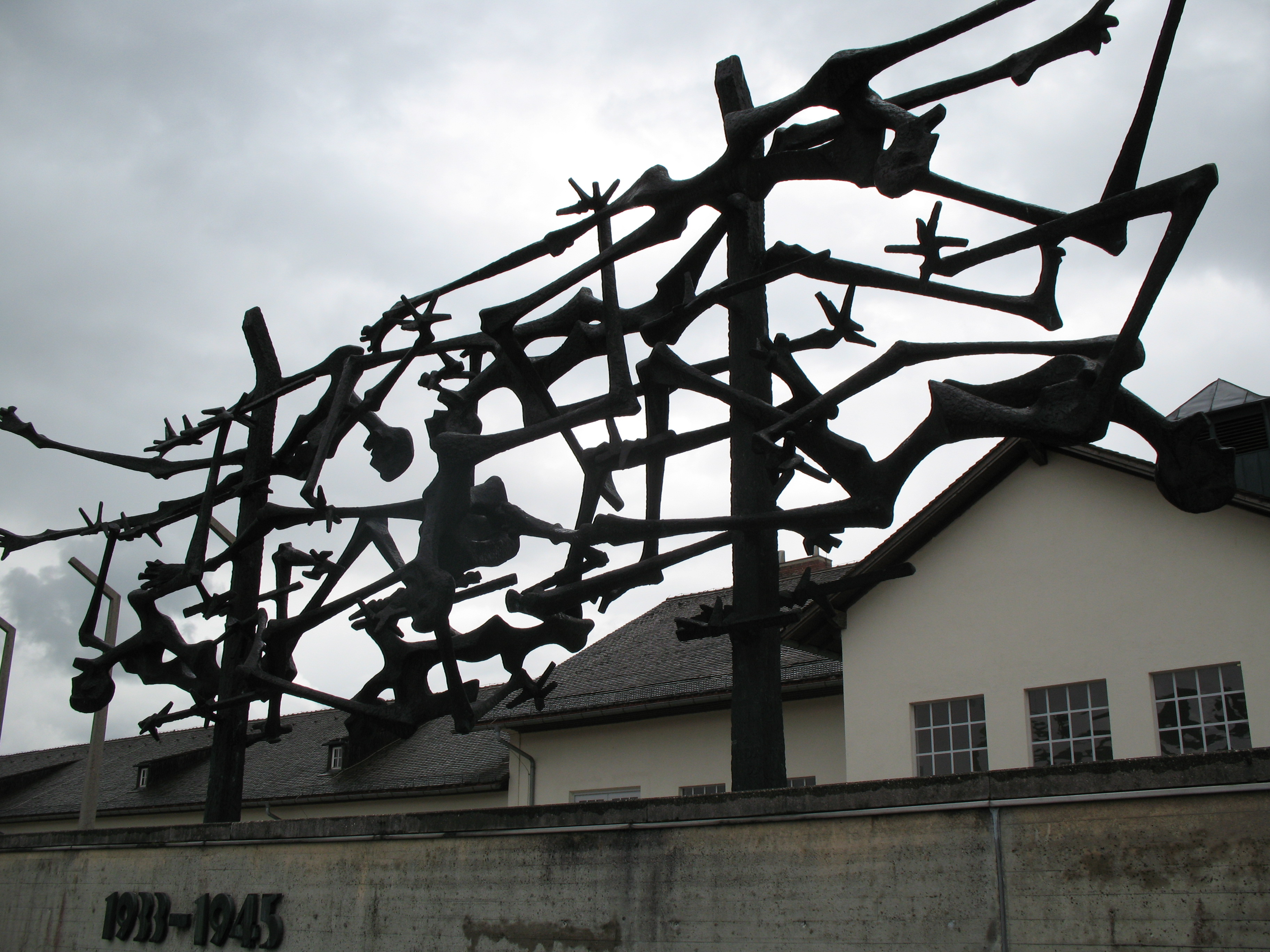
KZ Dachau – Mahnmal am Appellplatz

Der Appellplatz ist als aufgekieste Fläche mit einem Mahnmal von 1968 besetzt (Betonmauer mit Inschrift und betonierten schleusenartigen Gräben und Rampen).
Nördlich davon die Lagerstraße mit den sanierten Betonfundamenten von 34 einstigen Holzbaracken, von denen zwei als Demonstrationsobjekte der sich zwischen 1939 und 1945 ständig verschlechternden Häftlingsunterbringungen im Zusammenhang mit dem Ausbau als Gedächtnisstätte seit 1960 neu errichtet wurden (II).
Am nördlichen Rand der Lagerstraße findet sich die Katholische Sühnekapelle „Todesangst Christi“ mit Ausstattung und zugehörendem offenem Glockenstuhl, 1961 als nach Süden offener Rundbau aus Feldsteinen nach Plänen von Joseph Wiedemann, München, errichtet.

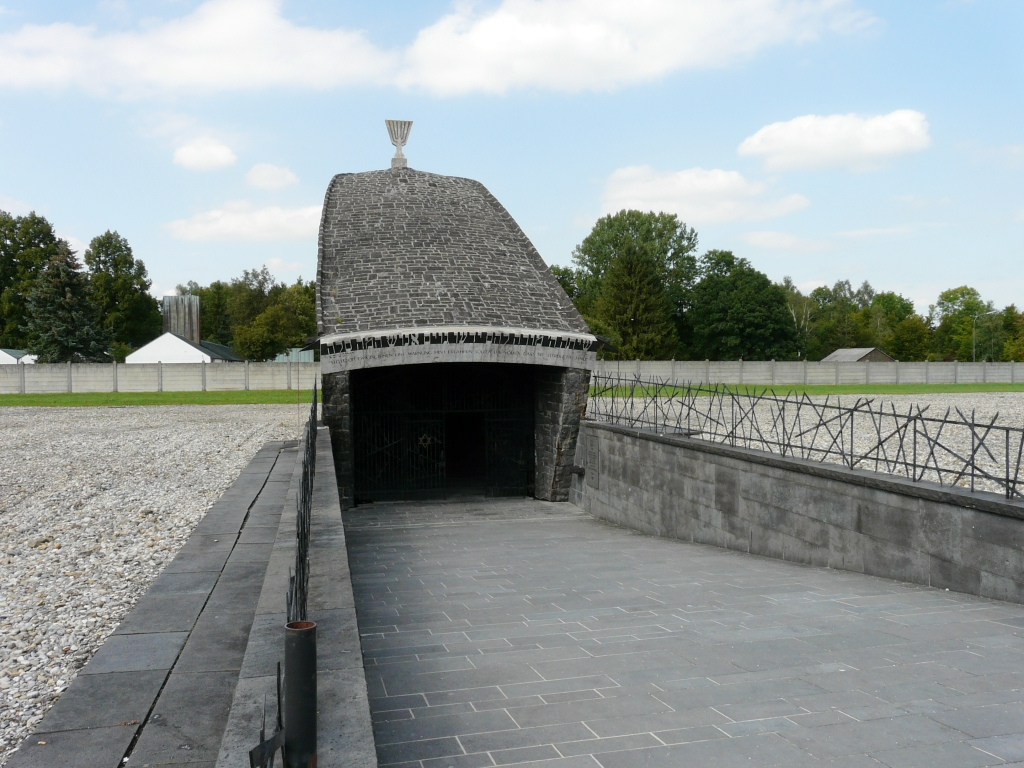
KZ Dachau, Jüdische Gedenkstätte

Östlich davon die jüdische Gedenkstätte von 1964 nach Plänen von Hermann Zvi Guttmann, Frankfurt, als in den Platz eingetiefter Bau über paraboloidem Grundriss mit herabführender Rampe und Ausstattung.
Westlich die Evangelisch-Lutherische Versöhnungskirche, 1965 nach Plänen von Helmut Striffler, Mannheim, ein gleichfalls teilweise abgesenkter und über eine Rampe erschlossener Sichtbetonbau über gekurvten Grundrissformen, mit Ausstattung; dazu ein abgesenkter Innenhof und Meditationsbau.

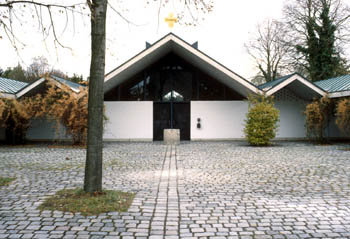
Karmel Heilig Blut

Im Norden folgt der Karmel Heilig Blut, eine schlichte erdgeschossige Anlage mit kreuzförmigem Grundriss, 1965 von Joseph Wiedemann in Zusammenarbeit mit Rudolf Ehrmann und Oswald Peithner (Bauleiter) errichtet, mit Ausstattung.
Westlich des Lagerrechtecks schließt sich das Areal des Krematoriums mit Exekutionsplatz an;
Im umzäunten, nach 1960 gärtnerisch gestalteten Gelände das Alte Krematorium, um 1940 als Riegel-Fachwerkbau mit Ziegelausfachung und verbrettertem Giebel erbaut; mit Ausstattung.
Daneben Neues Krematorium, 1942 als Sichtziegelbau mit Flachsatteldach errichtet, im Inneren Verbrennungsöfen, Gaskammer, Nebenräume. Noch innerhalb der Krematoriumsummauerung Hundewärterhäuschen, kleiner erdgeschossiger Bau mit Satteldach von 1942/43, später als Wohnung umgebaut.
In der gärtnerischen Anlage mehrere Gedenk- und Mahnmale, u. a. Bronzestatue eines Gefangenen, 1946 von Fritz Kölle, und jüdischer Gedenkstein.
Im Nordwesten schließen sich die noch erhaltenen Reste der einstigen Pulver- und Munitionsfabrik an (III), die nach 1933 als Verwaltungs- und Werkseinrichtungen für das KL in Anspruch genommen und teilweise umgebaut wurden. Dazu kommen noch die 1938 mit dem umfassenden Ausbau des KL geschaffenen Neubauten und Einrichtungen für das Bewachungspersonal und für ein 1938/40 eingerichtetes Ausbildungslager der Waffen-SS.
Ein noch erhaltenes System von Umzäunungen, Mauerresten und Flurstückgrenzen zeigt den Umgriff des ehemals weitgehend abgeschlossenen Areals auf:
Vom John-F.-Kennedy-Platz im Süden ausgehend, bilden die Straße-der-KZ-Opfer und der Kreuzplatz sowie jenseits des Würmkanals die Pater-Roth-Straße die südliche Grenzlinie, außerhalb liegt das Gelände der abgebrochenen einstigen Kommandantenvilla, das als Bodendenkmal erfasst ist.
Nach Osten reicht das Gelände bis zur Alten Römerstraße und greift hier lediglich mit der
Bebauung „Am Kräutergarten“ und an der Hebertshausener Straße darüber nach Nordosten hinaus. Ein in Höhe der Straße „Am Kräutergarten“ westlich der Alten Römerstraße ansetzender Zug der erhaltenen äußeren Lagermauer markiert die Geländegrenze im Westen der Alten Römerstraße bis zum Zusammenfluss von Pollnbach und Würmkanal. Dann zieht sich – in der einmal eingeschlagenen Richtung weiterführend – die zaunbesetzte Grenze in nordwestlicher Richtung weiter bis zur Floßlände am Amperufer. Am östlichen Flussufer folgt sie flussaufwärts der Amper, um schließlich nach Osten abschwenkend, entlang eines Zaunes und der erhaltenen Teilstücke einer Betonplattenmauer bis zur Trasse der ehemaligen Gleisanlagen nördlich bei der Einmündung der Roßwachtstraße vorzustoßen. Dann nimmt die Grenzlinie die Trasse der Eisenbahn auf und folgt dieser bis zum John-F.- Kennedy-Platz.
Außerhalb diese Kernbereichs gelegen und als Denkmale erfasst sind die 1938 angelegte Schießanlage der SS nördlich der Staatsstraße 2339 (Dachau-Freising) in der Gemarkung Hebertshausen sowie zwei für in Dachau umgekommene KL-Opfer angelegte Friedhöfe auf der Etzenhausener Leite und auf dem Dachauer Waldfriedhof (s. u.).

#### Geschichte der Anlage
Die einstige Pulver- und Munitionsfabrik von 1916, in abgeschirmter Lage zwischen Amper, Wäldern und Dachauer Moos gelegen und mit ausreichender Wasser- und Stromversorgung, günstiger Verkehrsanbindung und ausreichend großem Geländeumgriff ausgestattet, konnte im Frühjahr 1933 für die Anlage eines sogenannten Schutzhaftlagers der politischen Polizei Bayerns geeignet erscheinen, das auf Anordnung Heinrich Himmlers, damals kommissarischer Polizeipräsident von München, eingerichtet wurde.
Das Lager wurde am 22. März 1933 mit den ersten Inhaftierten belegt und bald „Konzentrationslager“ genannt. Die Anlage war zunächst für 5000 politische Gefangene ausgelegt, deren Inhaftierung in zynischer Weise als „Schutzhaft“ ausgegeben wurde. Bald diente die Anlage auch zur Konzentration allein wegen ihrer Abstammung verfolgter Juden. Um politisch und rassisch verfolgte Gefangene zu diskriminieren, wurden zudem auch kriminelle Häftlinge im Lager untergebracht. 1937/38 wurde das Lager wesentlich vergrößert und ausgebaut, wobei die Baulichkeiten, Strukturierungen und Erschließungssysteme der ehemaligen Pulver- und Munitionsfabrik beibehalten wurden. Die Bauarbeiten mussten von den Inhaftierten selbst durchgeführt werden.
Während des Zweiten Weltkrieges nahm die Belegung mit Gefangenen aus den okkupierten Ländern überproportional zu, zumal von Dachau aus etwa 40 Außenlager betrieben wurden, in denen die Gefangenen Zwangsarbeit, meist in der Rüstungsindustrie, leisten mussten. Bis zur Befreiung durch die US-Army am 29. April 1945 waren im Lager insgesamt 206 206 Häftlinge und 31 951 Todesfälle registriert worden; dabei blieb eine in die Tausende gehende Zahl von Toten, insbesondere durch Hinrichtung unregistriert.
Neben den Morden und Hinrichtungen waren Seuchen, Folter und medizinische Versuche
häufigste, grundsätzlich verschleierte Todesursache. Bereits vor der Befreiung hatte sich im Geheimen ein Comité International de Dachau als Widerstandsorganisation konstituiert. Dieses begründete sich 1955 neu mit dem Ziel, im ehemaligen Lager eine Gedenkstätte einzurichten. Dies geschah teils unter Beibehaltung von Lagerbauten, teils durch ihre Rekonstruktion sowie mit der Einrichtung eines Museums. Am 9. Mai 1965 wurde die Gedenkstätte eröffnet, nachdem schon 1961 im Bereich des ehemaligen Barackenlagers die Katholische Sühnekapelle „Todesangst Christi“ errichtet worden war. Bis 1965 folgten die israelitische Gedenkstätte, das Kloster der Unbeschuhten Karmelitinnen und die Evangelisch-Lutherische Versöhnungskirche.
Den übernommenen Bauten aus der Zeit des Ersten Weltkrieges ist besondere Geschichtsbedeutung durch die Adaptierung bzw. Überformung im Zusammenhang mit dem hier eingerichteten KL zugewachsen. Als Zeitzeugnisse und Orte des Geschehens sind sie zu Denkmalen geworden. Obwohl das Ensemble in der Nachkriegszeit durch zahlreiche Abbrüche und Umbauten Veränderungen erfahren hat, charakterisieren die noch erhaltenen baulichen Anlagen der Pulver- und Munitionsfabrik zusammen mit den Neu- und Umbauten zwischen 1933 und 1945 das oben umschriebene Gelände als umfassendes Flächendenkmal, welches in
erschütternder Weise Geschichte anschaulich werden lässt. Die um 1960/67 entstandenen bzw. umgeformten Bauten der Gedächtnisstätte und des bei dieser errichteten Sühneklosters bezeugen eindrucksvoll den späteren Umgang mit dem Geschehensort.

#### Einzeldenkmale innerhalb dieser Anlage
- Alte Römerstraße 75: Gedenkstätte und Museum KL Dachau mit allen zugehörenden Bauten und Karmelitinnenkloster (siehe Liste der Einzeldenkmale)
- Alte Römerstraße 75: Ehemaliges Hundeführerhaus (südlich vom Krematorium)
- Am Kräutergarten 1, 2, 4a, b: Ehemalige Gärtnerei und Ökonomie
- An der Floßlände: Ehemalige Werkstattbauten
- Hebertshausener Straße 9, 11, 13, 15, 17: Fünf 1916 errichtete Dienstwohngebäude der ehemaligen Pulverfabrik, nach 1933 Wohnungen der SS
- John- F.-Kennedy-Platz: Gebäude der ehemaligen Pulverfabrik und SS-Kasernen, heute Gelände der Bayerischen Bereitschaftspolizei
  - Marienstraße 9102, 9103, 9105, 9110, 9112, 9113: Ehemaliges Betriebsgebäude westlich vom Pollnbach
  - Marienstraße 9107: Teil des ehemaligen Heizwerks
  - Marienstraße 9108: Wasserturm
  - Marienstraße 9114: Ehemaliges „Holländerwerk“. Alle oben genannten Bauten stammen aus der ersten Bauphase der Pulverfabrik, 1915/16
  - Marienstraße 9238 bis 9241: Betriebsgebäude östlich vom Pollnbach, 1938 neu errichtet bzw. umgebaut
  - Marienstraße 9212, 9213: Ehemalige Fahrzeughallen der SS
  - Marienstraße 9222: Hochbunker von 1943
  - Marienstraße 9209: SS-Kaserne
  - Marienstraße 9244: Ehemalige Lagerhalle, zu einer SS-Kaserne aufgestockt
  - Marienstraße 9242, 9245: Zweigeschossiges Werksgebäude von 1916/18
  - Marienstraße 9246: Fabrikhallen von 1916/18
  - Straße der KZ-Opfer 9302: Gartenpavillon mit Mauer, Eckbebauung am Beginn der Wohnhauszeile
- Eisenbahntrasse mit Resten der Gleisanlage am Ostrand der Roßwachtstraße
- Pater-Roth-Straße, erdgeschossige Baracke südlich vor der KL-Mauer
- Weiterhin sind zugehörend die zwar 1920 abgetretenen Gebäude der Isar-Amper-Werke, Roßwachtstraße 40 a (Pforte) und 40 b (Verwaltungsgebäude und Wirtschaftsgebäude), sämtliche 1916/18

## Baudenkmäler nach Ortsteilen

### Dachau
| Lage                                                          | Objekt                                                       | Beschreibung | Akten-Nr.               | Bild                                                   |
| ------------------------------------------------------------- | ------------------------------------------------------------ | --- | ----------------------- | ------------------------------------------------------ |
| Am Brunnenhaus 5 (Standort)                                   | Schleiferhäusl                                               | Um 1800 | D-1-74-115-1 Wikidata   | Schleiferhäusl                                         |
| Am Heideweg 1 (Standort)                                      | Katholische Pfarrkirche Mariae Himmelfahrt                   | Erbaut von Friedrich F. Haindl, 1958 | D-1-74-115-97           | weitere Bilder                                         |
| Amperbrücke nahe Ludwig-Dill-Straße 2 (Standort)              | Figur des Hl. Christophorus                                  | Travertinarbeit von Walther Ruckteschell, signiert und bezeichnet mit 1928 (1919?), anlässlich der Erneuerung der Amperbrücke aufgestellt | D-1-74-115-100 Wikidata | Figur des Hl. Christophorus                            |
| Augsburger Straße 1 (Standort)                                | Ehemaliges Hafenhaus, jetzt Stadtverwaltung                  | Im Kern 1659, um 1715 und später verändert | D-1-74-115-2 Wikidata   | Ehemaliges Hafenhaus, jetzt Stadtverwaltung            |
| Augsburger Straße 2 (Standort)                                | Katholische Stadtpfarrkirche St. Jakob                       | Dreischiffige Pfeilerhalle, im Kern gotisch, umgebaut 1584/86, Langhaus von Hans Krumpper 1624/25 erneuert, 1926/27 nach Westen verlängert; mit Ausstattung | D-1-74-115-3 Wikidata   | weitere Bilder                                         |
| Augsburger Straße 3 (Standort)                                | Ehemaliges Palais Minucci, jetzt Museum                      | Im Wesentlichen 18. Jahrhundert | D-1-74-115-4 Wikidata   | weitere Bilder                                         |
| Augsburger Straße 7 (Standort)                                | Gasthaus „Zum Kochwirt“                                      | Mit Erker, erste Hälfte 18. Jahrhundert, Kern älter | D-1-74-115-6 Wikidata   | Gasthaus „Zum Kochwirt“                                |
| Augsburger Straße 8 (Standort)                                | Wohnhaus                                                     | Im Kern wohl 18. Jahrhundert, im 19. Jahrhundert erweitert | D-1-74-115-7 Wikidata   | Wohnhaus                                               |
| Augsburger Straße 9 (Standort)                                | Wohn- und Geschäftshaus                                      | Erbaut im Jahr 1911 | D-1-74-115-8 Wikidata   | weitere Bilder                                         |
| Augsburger Straße 10 (Standort)                               | Walmdachhaus                                                 | Im Kern Ende 18. Jahrhundert | D-1-74-115-9 Wikidata   | weitere Bilder                                         |
| Augsburger Straße 11 (Standort)                               | Traufseithaus                                                | 17.–19. Jahrhundert | D-1-74-115-10 Wikidata  | weitere Bilder                                         |
| Augsburger Straße 13 (Standort)                               | Stattliches Wohn- und Geschäftshaus                          | Mit Eckabschrägung und Architekturgliederung, 1891/1892 erbaut | D-1-74-115-12 Wikidata  | Stattliches Wohn- und Geschäftshaus                    |
| Augsburger Straße 15 (Standort)                               | Traufseithaus                                                | Mit Mittelrisalit, im Kern 17. Jahrhundert, 1930 erneuert | D-1-74-115-13 Wikidata  | weitere Bilder                                         |
| Augsburger Straße 23, Spitalgasse 6, 8 (Standort)             | Ludwig-Thoma-Haus                                            | Mit neubarockem Giebel, in äußerer Erscheinung 19./20. Jahrhundert, im Kern älter | D-1-74-115-15 Wikidata  | weitere Bilder                                         |
| Augsburger Straße 25 (Standort)                               | Wohn- und Geschäftshaus                                      | Neubarock, bezeichnet mit 1911 | D-1-74-115-16 Wikidata  | weitere Bilder                                         |
| Augsburger Straße 27 (Standort)                               | Wohnhaus                                                     | Mit neubarockem Giebel über älterem Kern | D-1-74-115-17 Wikidata  | Wohnhaus                                               |
| Augsburger Straße 42 (Standort)                               | Walmdachhaus                                                 | Mit Gesimsgliederung, 1824 erbaut | D-1-74-115-18 Wikidata  | Walmdachhaus                                           |
| Augsburger Straße 56 (Standort)                               | Wohnhaus                                                     | zweigeschossiger traufständiger Satteldachbau mit Eckquaderung und Gesimsgliederung, erdgeschossig flacher Standerker mit Walmdach, um 1885, Umbau von Karl Bergmann,1931; Waschhaus, kleiner ebenerdiger Massivbau mit flachem Pultdach,1931; Einfriedung: Schmiedeeisenzaun, wohl gleichzeitig. | D-1-74-115-204          | weitere Bilder                                         |
| Burgfriedenstraße 34 a (Standort)                             | Wohnhaus                                                     | zweigeschossiger Massivbau mit Schopfwalmdach und offenen Loggien im Erd- und Obergeschoss, von Zimmermeister Anton Mayer d. J., 1902 | D-1-74-115-212          | Wohnhaus                                               |
| Dr.-Engert-Straße 4 (Standort)                                | Städtische Berufsschule (Altbau)                             | Stattlicher Bau mit gefugten Ecklisenen, Zwerchgiebel und Portikus vor dem Nordeingang, 1925/26 | D-1-74-115-19 Wikidata  | weitere Bilder                                         |
| Gottesackerstraße 4 (Standort)                                | Katholische Friedhofskapelle Hl. Kreuz                       | Achteckiger Zentralbau, 1627; mit Ausstattung | D-1-74-115-20 Wikidata  | weitere Bilder                                         |
| Gottesackerstraße 5 (Standort)                                | Wohnhaus                                                     | Mit Halbwalmdach, erbaut 1819 als Bürgerspital | D-1-74-115-21 Wikidata  | weitere Bilder                                         |
| Karlsberg 1 a (Standort)                                      | Ehemaliges Zollhäusl, jetzt Kiosk                            | Walmdachbau, um 1820 | D-1-74-115-29 Wikidata  | weitere Bilder                                         |
| Karlsberg 4; Karlsberg 5; Karlsberg 6; Karlsberg 7 (Standort) | Stützmauer beiderseits der Straße                            | Bezeichnet mit 1790 | D-1-74-115-30 Wikidata  | weitere Bilder                                         |
| Karlsberg 18 (Standort)                                       | Gasthaus Brückenwirt                                         | 19. Jahrhundert | D-1-74-115-31 Wikidata  | weitere Bilder                                         |
| Klosterstraße 1 (Standort)                                    | Wohnhaus                                                     | Erbaut 1853, wohl über älterem Kern | D-1-74-115-32 Wikidata  | Wohnhaus                                               |
| Klosterstraße 5 (Standort)                                    | Ehem. Tanzhaus, später „Moll-Schlößl“, ab 1854 Klosterschule | Südwestflügel, dreigeschossiger Mittelrisalit mit Monumentalpilastern über Sockelgeschoss mit Mansardwalmdach und zweigeschossigen Seitenflügeln, wohl 1808, nach Süden zweigeschossig verlängert, 1871; Südostflügel mit überhöhtem Mittelrisalit in Anlehnung an den älteren Südwestflügel, 1887; Salettl, Holzständerkonstruktion im Schweizerhausstil, mit Mariengrotte, um 1870. | D-1-74-115-197          | weitere Bilder                                         |
| Klosterstraße 8 a (Standort)                                  | Bierlagerkeller (Märzenkeller) der Schlossbergbrauerei       | Umfangreiche Anlage von Tonnengewölben unter der Flaschenabfüllerei und unter dem Brauereigebäude, unter der Straße verbunden durch einen gleichfalls tonnengewölbten Gang, Mitte 19. Jahrhundert | D-1-74-115-102 Wikidata | Bierlagerkeller (Märzenkeller) der Schlossbergbrauerei |
| Klosterstraße 9 a (Standort)                                  | Wohnhaus mit Arztpraxis,                                     | zweigeschossiger Putzbau mit Satteldach und Giebelgauben in Stahlbetonskelettbauweise, mit eingezogenem in Naturstein gefasstem Hauseingang, großformatigen Sprossenfenstern mit Natursteinrahmungen im Hauptgeschoss und rückwärtigem konchenförmigem Treppenhausturm, mit Garagenanbau, Pflasterung und Brunnentrog, von Josef Wiedemann, 1971–1974. | D-1-74-115-208          | weitere Bilder                                         |
| Konrad-Adenauer-Straße 3 (Standort)                           | Dachauer Gemäldegalerie und Sparkasse                        | Mit spätklassizistischer Putzgliederung, bald nach 1827 | D-1-74-115-37 Wikidata  | weitere Bilder                                         |
| Konrad-Adenauer-Straße 2, 4, 6 (Standort)                     | Rathaus                                                      | sogenanntes Altes Rathaus, dreigeschossiger Satteldachbau mit Schweifgiebeln, 1934/35, der sich an die Formen des abgebrochenen Vorgängers anlehnt; als Ausstattung Kassettendecke von 1614/15 aus dem Vorgängerbau; Erweiterungsbau des Rathauses, Stahlbetonskelettbau mit verputzten Ziegelaußenwänden, Halbgiebeln, Vorhangfassaden, straßenseitiger Freitreppe, Passage und rückwärtigem, vorspringendem Treppenhausturm, von Werner Fauser und Herbert Kriegisch, bildhauerische Arbeiten von Reinhold Grübl, 1974–1976, integriert zwei Fassaden des sogenannten Lebzelterhauses, mit geschweiftem Barockgiebel und Erker, um 1700, Umbau Mitte 19. Jh., mit Terrassen- und Platzgestaltung, Einfriedungen, Tiefgarage und Karlsbergmauer; mit Ausstattung. | D-1-74-115-36 Wikidata  | weitere Bilder                                         |
| Konrad-Adenauer-Straße 2, 4, 6 (Standort)                     | Burgfriedenssäule                                            | Rotmarmorpfeiler, bezeichnet 1819, hinter dem neuen Rathaus | D-1-74-115-99 Wikidata  | weitere Bilder                                         |
| Konrad-Adenauer-Straße 7 (Standort)                           | Wohnhaus mit Erker                                           | 1892; vielleicht mit älterem Kern | D-1-74-115-38 Wikidata  | weitere Bilder                                         |
| Konrad-Adenauer-Straße 8 (Standort)                           | Gasthof „Zieglerbräu“                                        | Lange Front wohl 1766 und Anfang 19. Jahrhundert – Im Hof Laubengang; Rückgebäude 1675 ff | D-1-74-115-39           | weitere Bilder                                         |
| Konrad-Adenauer-Straße 9 (Standort)                           | Ehemaliger Stadel des Hörhammerbräu                          | Stattlicher Bau mit Schopfwalm, im Kern zweite Hälfte 17. Jahrhundert | D-1-74-115-40 Wikidata  | Ehemaliger Stadel des Hörhammerbräu                    |
| Konrad-Adenauer-Straße 11 (Standort)                          | Wohn- und Geschäftshaus                                      | Mit Halbwalmdach, wohl 19. Jahrhundert | D-1-74-115-41 Wikidata  | Wohn- und Geschäftshaus                                |
| Konrad-Adenauer-Straße 11 a, Wieningerstraße 17 (Standort)    | Ehemaliges herzogliches Amtshaus und Fronfeste               | Walmdachbau um 1811 (im Kern älter?), „Kreichgauer-Haus“ | D-1-74-115-60 Wikidata  | weitere Bilder                                         |
| Konrad-Adenauer-Straße 12 (Standort)                          | Gasthof „Hörhammerbräu“                                      | Lange Front mit Risaliten und Putzrustika, 18./19. Jahrhundert | D-1-74-115-42 Wikidata  | Gasthof „Hörhammerbräu“                                |
| Konrad-Adenauer-Straße 33 (Standort)                          | Erdgeschossiges Haus                                         | Mit reicher Architekturgliederung der Gründerzeit, bezeichnet mit 1886 | D-1-74-115-44 Wikidata  | weitere Bilder                                         |
| Krankenhausstraße 28, 30 (Standort)                           | Grabanlage Waldfriedhof                                      | Für an den Haftfolgen im Konzentrationslager Dachau verstorbene ehemalige Häftlinge mit jüdischem Gedächtnismal von 1964 | D-1-74-115-88 Wikidata  | weitere Bilder                                         |
| Ludwig-Dill-Straße 28 (Standort)                              | Sogenannte Ziegler-Villa                                     | Asymmetrischer Gruppenbau zu zwei Geschossen über hohem Sockelgeschoss, zum Teil mit Rundbogenfries, Zierfachwerk und Holzverschalung, um 1898 errichtet, 1903 und 1906 erweitert | D-1-74-115-117 Wikidata | weitere Bilder                                         |
| Martin-Huber-Straße 6 (Standort)                              | Landhaus                                                     | Mit Walm- beziehungsweise Halbwalmdach und Zwerchgiebel, Anfang 20. Jahrhundert | D-1-74-115-45 Wikidata  | weitere Bilder                                         |
| Münchner Straße 5; Münchner Straße 7 (Standort)               | Dachauer Kanal mit Holzgartenkanal                           | Teil des Schleißheimer Kanalsystems, angelegt 1690–1692; als Transportweg für den Schlossbau in Schleißheim verbindet der Kanal das Areal der ehemaligen Ziegelei Udding westlich vom Schloss Dachau in symmetrisch gestreckter L-Form südlich um den Schlossberg verlaufend mit dem Schleißheimer Kanal. Im Bereich des Holzgartenkanals zwischen Ascherbach und Viehgassenbach intakt und wasserführend; aufgelassene Teilstücke zwischen Viehgassenbach und Gröbenbach sowie Ascherbach und Areal der ehemaligen Ziegelei Udding; hier jedoch nachvollziehbar durch Bepflanzungen und Straßenverlauf | D-1-74-115-81 Wikidata  | weitere Bilder                                         |
| Ostenstraße 5 (Standort)                                      | Papierfabrik                                                 | Langgestreckte, winkelförmige Folge von unterschiedlich hohen Trakten entlang der Konrad-Adenauer-Straße und Ludwig-Thoma-Straße: der sogenannte Kalanderbau im Nordosten, der erdgeschossige nördliche Abschnitt des Westflügels und der daran anschließende sogenannte Papiersaal mit Uhrenturm 1885/87 errichtet, letzterer um 1920/30 um neun Achsen nach Süden verlängert; nordwestlicher Verbindungsbau und südliche Erweiterung mit Wasserturm 1951; Ehemaliges Dampfmaschinenhaus, 1884, an der Südseite Denkmal für Louis Weinmann mit Büste von 1889; Turbinenhaus, um 1884 | D-1-74-115-111          | weitere Bilder                                         |
| Pfarrstraße 13 (Standort)                                     | Ehemalige Städtische Kirchenschule                           | 1832 erbaut, 1883 und 1924 verändert, 2000/01 zur Markthalle umgebaut | D-1-74-115-47 Wikidata  | Ehemalige Städtische Kirchenschule                     |
| Schäferweg 5 (Standort)                                       | Splitterschutzbunker                                         | aus Stahlbetonfertigteilen in Rechteckquerschnitt, mit Anböschung und Überdeckung durch Erdreich, um 1944 | D-1-74-115-217          | BW                                                     |
| Schleißheimer Straße 8 c (Standort)                           | Wohnhaus                                                     | Mit Mansard-Walmdach, polygonalem Eckturm, Lisenen und Ornamentmalerei (erneuert), um 910 | D-1-74-115-53 Wikidata  | weitere Bilder                                         |
| Schleißheimer Straße 9 (Standort)                             | Wohn- und Geschäftshaus                                      | Neugotisch mit Treppengiebeln (ehemaliges Schützenhaus), bezeichnet mit 1876 | D-1-74-115-51 Wikidata  | weitere Bilder                                         |
| Schleißheimer Straße 27 (Standort)                            | Landhaus                                                     | Mit Walmdach und Zwerchgiebel, um 1910 | D-1-74-115-52 Wikidata  | weitere Bilder                                         |
| Schloßgasse 1 (Standort)                                      | Amtsgericht                                                  | Stattlicher Bau mit Lisenengliederung und flachem Walmdach, 1723 erbaut, 1877 und 1899 umgebaut | D-1-74-115-54 Wikidata  | weitere Bilder                                         |
| Schloßstraße 2; Schloßstraße 7 (Standort)                     | Flügel der ehemaligen Schlossanlage                          | Langgestreckter, stattlicher Bau des späten 16. Jahrhunderts, mit Veränderungen des 17. bis 19. Jahrhunderts Ausgedehnte Gartenanlagen, zwei Pavillons, Terrassen mit Stützmauern, gleichfalls 16.–19. Jahrhundert; An der Westseite ehemaliges Wohnhaus des Hofgärtners, 1776; Englischer Garten, anschließend an den Hofgarten des Dachauer Schlosses, um 1790 angelegt durch den Hofgärtner Stolanus Mayr | D-1-74-115-55 Wikidata  | weitere Bilder                                         |
| Schloßstraße 3 (Standort)                                     | Kleines Landhaus                                             | Mit Mansard-Walmdach und Zwerchgiebel, Anfang 20. Jahrhundert | D-1-74-115-56 Wikidata  | Kleines Landhaus                                       |
| Schloßstraße 7 a (Standort)                                   | Städtischer Wasserturm                                       | Stattlicher Bau mit Pilastergliederung, bezeichnet mit 1910 | D-1-74-115-57 Wikidata  | weitere Bilder                                         |
| Uhdestraße 2 (Standort)                                       | Evangelisch-lutherische Friedenskirche                       | Zentralbau mit angeschlossenem Campanile, mit Ausstattung; zugehörend Pfarrheim und Pfarrhaus, errichtet nach Entwurf von Gustav Gsaenger, 1952/53 | D-1-74-115-101 Wikidata | weitere Bilder                                         |
| Wieningerstraße 3 (Standort)                                  | Hausmadonna                                                  | Neugotisch | D-1-74-115-58 Wikidata  | weitere Bilder                                         |
| Wieningerstraße 16 (Standort)                                 | Jugendstilausleger                                           | Mit Glasmalerei, um 1910 | D-1-74-115-59 Wikidata  | weitere Bilder                                         |

### Dachau-Ost
| Lage                                                                                           | Objekt                                        | Beschreibung | Akten-Nr.               | Bild                                         |
| ---------------------------------------------------------------------------------------------- | --------------------------------------------- | --- | ----------------------- | -------------------------------------------- |
| Alte Römerstraße 75 (Standort)                                                                 | Ehemalige Kommandantur und Wirtschaftsbauten  | Erbaut 1938 | D-1-74-115-127 Wikidata | weitere Bilder                               |
| Alte Römerstraße 75 (Standort)                                                                 | KZ-Lagermauer                                 | Ummauerung mit Wachtürmen, 1933–1945 | D-1-74-115-130 Wikidata | weitere Bilder                               |
| Alte Römerstraße 75 (Standort)                                                                 | Ehemalige Häftlingsbaracken                   | Um 1960 rekonstruiert | D-1-74-115-126 Wikidata | weitere Bilder                               |
| Alte Römerstraße 75 (Standort)                                                                 | Mahnmal                                       | Betonmauer mit Inschrift und schleusenartigen Gräben und Rampen, 1968 | D-1-74-115-129 Wikidata | BW                                           |
| Alte Römerstraße 75 (Standort)                                                                 | Sogenanntes Jourhaus                          | Ehemaliges Eingangsgebäude mit Lagertor, 1938 | D-1-74-115-125 Wikidata | weitere Bilder                               |
| Alte Römerstraße 75 (Standort)                                                                 | Ehemalige Gefängnisbaracken                   | Aus dem Jahr 1938 | D-1-74-115-128 Wikidata | weitere Bilder                               |
| Alte Römerstraße 83 (Standort)                                                                 | Jüdische Gedenkstätte                         | In den Platz eingetiefter Bau mit Rampe, 1964 nach Plänen von Hermann Zvi Guttmann; mit Ausstattung | D-1-74-115-119 Wikidata | weitere Bilder                               |
| Alte Römerstraße 85 (Standort)                                                                 | Katholische Sühnekapelle „Todesangst Christi“ | Nach Süden offener Rundbau, 1961 nach Plänen von Joseph Wiedemann; mit Ausstattung | D-1-74-115-118 Wikidata | weitere Bilder                               |
| Alte Römerstraße 87 (Standort)                                                                 | Evangelisch-lutherische Versöhnungskirche     | Über eine Rampe erschlossener Sichtbetonbau mit gekurvtem Grundriss, abgesenktem Innenhof und Meditationsraum, 1965–1967 nach Plänen von Helmut Striffler; mit Ausstattung | D-1-74-115-120 Wikidata | weitere Bilder                               |
| Alte Römerstraße 89 (Standort)                                                                 | Neues Krematorium                             | Flachsatteldachbau mit Gaskammer und Verbrennungsöfen, 1942 | D-1-74-115-122 Wikidata | weitere Bilder                               |
| Alte Römerstraße 89 (Standort)                                                                 | Altes Krematorium                             | Um 1940 als Riegel-Fachwerkbau mit Ziegelausfachung und verbrettertem Giebel errichtet; mit Ausstattung | D-1-74-115-121 Wikidata | weitere Bilder                               |
| Alte Römerstraße 89 (Standort)                                                                 | Ehemaliges Hundewärterhaus                    | Erdgeschossiger Satteldachbau, 1942/43 | D-1-74-115-123 Wikidata | BW                                           |
| Alte Römerstraße 91 (Standort)                                                                 | Karmel Heilig Blut                            | Erdgeschossige Anlage, die sich im äußeren Erscheinungsbild an den ehemaligen Lagerbaracken orientiert, 1965 von Joseph Wiedemann, Rudolf Ehrmann und Oswald Peithner; mit Ausstattung | D-1-74-115-124 Wikidata | weitere Bilder                               |
| Alte Römerstraße 120 a, 120 b, 120 c, 120 d, 120 e, Am Kräutergarten 2, 4, 4 a, 4 b (Standort) | Gärtnerei                                     | Gebäude einer zum ehemaligen Konzentrationslager Dachau gehörenden Gärtnerei, auf dem Gelände der früheren „Plantage“ wohl ab 1938 errichtet. Zwei langgestreckte Satteldachbauten, verbunden durch einen Winkelbau mit Tordurchfahrt. Zugehörend kleinerer niederer Bau, nach dem Freiland im Süden orientiert und einige noch aus der Lagerzeit stammende Gewächshäuser zwischen neuzeitlichen Gewächshausbauten | D-1-74-115-91 Wikidata  | weitere Bilder                               |
| An der Floßlände 1 (Standort)                                                                  | Werkstattbauten                               | Erdgeschossige Werkstattbauten um 1941, teilweise erneuert, mit angeschlossenen Munitionsbunkern von 1916; Betonmauer | D-1-74-115-92 Wikidata  | weitere Bilder                               |
| Felix-Wankel-Straße 8 (Standort)                                                               | Ehemaliges Bienenhaus                         | Erdgeschossiger Holzbau mit Satteldach, 1940 errichtet, innen später verändert | D-1-74-115-112 Wikidata | weitere Bilder                               |
| Hebertshausener Straße 9, 11, 13, 15, 17 (Standort)                                            | Fünf ehemalige Wohngebäude                    | Fünf ehemalige zur Pulver- und Munitionsfabrik errichtete zweigeschossige Wohngebäude, später Dienstwohnungen der SS | D-1-74-115-94 Wikidata  | weitere Bilder                               |
| John-F.-Kennedy-Platz 1 (Standort)                                                             | Gelände der bayerischen Bereitschaftspolizei  | Dortige Bezeichnungen: Marienstraße 9101, 9103, 9105, 9110, 9112, 9115. Schlichte Putzbauten mit Satteldach und einfacher Lisenengliederung, als Betriebs- und Werkstattgebäude der ehemaligen Pulverfabrik 1915/16 errichtet, nach 1933 Arbeitsstätten. Marienstraße 9107. Nordteil des alten Heizwerkes von 1915/16. Marienstraße 9108. Ehemaliger Wasserturm, 1915 von der kgl. Bauverwaltung zur Versorgung der Pulverfabrik errichtet, mit späterem erdgeschossigem Anbau im Norden. – Marienstraße 9114. Sogenanntes „Holländerwerk“. Marienstraße 9238–9241. Erdgeschossiges Betriebsgebäude mit Satteldach und zweigeschossigen risalitähnlichen Mittelteilen, nach 1933 als Betriebs- und Werkgebäude um- und ausgebaut. Teilweise modernisiert. Marienstraße 9212, 9213. Erdgeschossige Fahrzeughallen der Truppen bzw. des KL-Bewachungspersonals, 1938 gebaut. Zentralstraße Nr. 9209. Ehemalige SS-Kaserne, dreigeschossiger monumentaler Winkelbau mit Walmdach von 1938. Im Inneren modernisiert. Zentralstraße Nr. 9222. Hochbunker. Kubischer Sichtbetonbau um 1943. Zentralstraße Nr. 9244. Ehemalige Lagerhalle der Pulver- und Munitionsfabrik, nach 1938 als SS-Kaserne zweigeschossiger langgestreckter Satteldachbau. Zentralstraße Nr. 9242 und 9245. Zweigeschossiges ehemaliges Betriebsgebäude mit Krüppelwalmdach und Putzgliederungen. In der Bauphase 1916/18 errichtet. Zu Nr. 9242 gehörend zweischiffige Kellerhalle östlich außerhalb des Gebäudes, diente als Kegelbahn der SS. Zentralstraße Nr. 9246. Drei durch Zwischenbauten miteinander verbundene Fabrikhallen. Ziegelbauten mit Flachsatteldächern, über die quer zum First Lichtraupen gezogen sind. Innerer Ausbau aus genieteter Eisenfachwerkkonstruktion, 1916/18 errichtet. Nach 1933 Teil des ersten KL. Straße der KZ-Opfer 9306–9309, 9311–9313, 9316. Dienstwohngebäude der Pulver- und Munitionsfabrik, 1915/16 bzw. 1916/18. Ecke Marienstraße / Straße der KZ-Opfer, Nr. 9302. Gartenmauer mit eingebundenem kleinem Pavillon, polygonaler Zeltdachbau, 1915/16. Marienstraße 9303 (?), Ehemalige Pforte der Pulver- und Munitionsfabrik, zweigeschossiges Walmdachhaus mit Zwerchgiebel und Putzgliederung, 1915/16 | D-1-74-115-95 Wikidata  | Gelände der bayerischen Bereitschaftspolizei |
| Pollnstraße 1 (Standort)                                                                       | Ehem. Einfirsthof, jetzt Wohnhaus,            | zweigeschossiger Mansardgiebeldachbau mit Putzgliederung und Wintergarten, um 1860, Umbau 1896; Ziergarten mit Brunnen und Wegesystem; zwei Stallungen, holzverschalte Ständerbauten; Kellerhaus, Massivbau mit Satteldach; Torpfeiler, Kunststein; sämtlich um 1900 | D-1-74-115-193          | weitere Bilder                               |

### Eisingertshofen
| Lage                         | Objekt   | Beschreibung                                                             | Akten-Nr.              | Bild     |
| ---------------------------- | -------- | ------------------------------------------------------------------------ | ---------------------- | -------- |
| Eisingertshofen 1 (Standort) | Wohnhaus | mit Walmdach, ehemaliges Jagdschlösschen, wohl 1. Hälfte 19. Jahrhundert | D-1-74-115-61 Wikidata | Wohnhaus |

### Etzenhausen
| Lage                              | Objekt                                  | Beschreibung | Akten-Nr.              | Bild           |
| --------------------------------- | --------------------------------------- | --- | ---------------------- | -------------- |
| Freisinger Straße 87 (Standort)   | Kleinhaus                               | Eingeschossiges Kleinhaus mit Stichbogenfenstern, 1. Drittel 19. Jahrhundert | D-1-74-115-62 Wikidata | Kleinhaus      |
| Leitenweg 9, 10 (Standort)        | KZ-Waldfriedhof                         | Von einer niederen Tuffmauer umgebener längsovaler Waldfriedhof, an dessen Wegen grabreihenartige Beete angelegt sind. Gärtnerisch gestaltete Anlage um 1952 Steinernes jüdisches Gedächtnismal und Holzkreuz von 1955, dessen Schaft vierseitig mit Bronzereliefs besetzt ist Östlich außerhalb des Friedhofs 1952 von Dipl.-Ing. Roth erbaute Ehrenhalle, oktogonaler hoher Rohziegelbau. Mit Ausstattung Westlich des Friedhofes, gleichfalls noch auf der Anhöhe, italienische Gedächtniskapelle, klassizierender Tempietto mit großem Säulenportal, 1963 im Auftrag der italienischen Regierung aus italienischem Steinmaterial errichtet von Enea Ronca. Mit Ausstattung Kreuzweg vom Fuß des Leitenberges zur italienischen Gedächtniskapelle geführter Weg mit 14 reliefgeschmückten Kreuzwegstationen aus italienischem Stein, von Vittorio Di Colbertaldo | D-1-74-115-89 Wikidata | weitere Bilder |
| Freisinger Straße 77 (Standort)   | Kriegergedächtnis-Kapelle               | neubarock, 1925/28; mit Ausstattung | D-1-74-115-63 Wikidata | weitere Bilder |
| Von-Herterich-Straße 5 (Standort) | Katholische Filialkirche St. Laurentius | Chor spätgotisch mit Sattelturm, Schiff 17./18. Jahrhundert; mit Ausstattung | D-1-74-115-64 Wikidata | weitere Bilder |
| Von-Herterich-Straße 6 (Standort) | Wohnhaus eines Dreiseithofes            | mit gemauertem Laubengang („Gred“), 18. Jahrhundert, erneuert | D-1-74-115-65 Wikidata | weitere Bilder |

### Hebertshausen
| Lage                                                     | Objekt                        | Beschreibung | Akten-Nr.              | Bild           |
| -------------------------------------------------------- | ----------------------------- | --- | ---------------------- | -------------- |
| Freisinger Straße 124; Nähe Freisinger Straße (Standort) | Ehemalige Schießanlage der SS | angelegt 1938, bestehend aus sechs langgestreckten Schießwällen, betonierten Kugelfängen, Pistolenstand, Unterkunftsgebäude und Reste einer Einzäunung (Betonpfosten); Ort der Ermordung von vermutlich mehr als 6000 russischen Kriegsgefangenen Ehemaliges Unterkunftsgebäude, um 1938/40 errichteter schlichter Walmdachbau mit erdgeschossigen Flügeln. Im Inneren umgebaut Zugehörend: Umzäunung des Schießplatzes mit betonierten Portal- und Zaunpfosten Nahe der Einfahrt Gedenkstein für die ermordeten Kriegsgefangenen, 1964 von Will Elfes, München | D-1-74-115-93 Wikidata | weitere Bilder |

### Mitterndorf
| Lage                                  | Objekt                                              | Beschreibung | Akten-Nr.              | Bild                                             |
| ------------------------------------- | --------------------------------------------------- | --- | ---------------------- | ------------------------------------------------ |
| Brucker Straße 75 (Standort)          | Wohnhaus mit Atelier des Malers Max Feldbauer       | 1912 wohl unter Verwendung älterer Bauteile als schlossartiges Gebäude errichtet                                                                 | D-1-74-115-67 Wikidata | weitere Bilder                                   |
| Heinrich-Nicolaus-Straße 5 (Standort) | Pfarrhaus                                           | stattlicher Satteldachbau, 1752 erbaut | D-1-74-115-68 Wikidata | weitere Bilder                                   |
| Heinrich-Nicolaus-Straße 7 (Standort) | Katholische Pfarrkirche St. Nikolaus und Maria      | spätgotisch mit Satteldachturm, 1496; mit Ausstattung                                                                                            | D-1-74-115-66 Wikidata | weitere Bilder                                   |
| Ignaz-Taschner-Straße 5 (Standort)    | Ehemaliger Landsitz des Künstlers Ignatius Taschner | Villa, Nebengebäude und Atelier (siehe Platzöderweg 2), um 1907 nach Plänen von Taschner erbaut; Gartenanlage mit Taschner-Plastiken, Ummauerung | D-1-74-115-69 Wikidata | weitere Bilder                                   |
| Platzöderweg 2 (Standort)             | Ehemaliges Künstleratelier von Ignatius Taschner    | um 1907; siehe Ignaz-Taschner-Straße 5 | D-1-74-115-90 Wikidata | Ehemaliges Künstleratelier von Ignatius Taschner |

### Oberaugustenfeld
| Lage                            | Objekt | Beschreibung | Akten-Nr.              | Bild |
| ------------------------------- | --- | --- | ---------------------- | --- |
| Kufsteiner Straße 16 (Standort) | Ehem. Hauptbaracke des zur Bauzeit ca. 20 Baracken umfassenden Durchgangslagers, später als Dulag II Dachau dem KZ-Außenlager Dachau-Allach zugeordnet | langgestreckter, erdgeschossiger Satteldachbau in Holzständerbauweise, im Auftrag des Landesarbeitsamtes München unter Bauaufsicht des Reichsbauamtes München, 1942. | D-1-74-115-190         | Ehem. Hauptbaracke des zur Bauzeit ca. 20 Baracken umfassenden Durchgangslagers, später als Dulag II Dachau dem KZ-Außenlager Dachau-Allach zugeordnet |
| Münchner Straße 84 (Standort)   | Künstlerwohnhaus | in Formen des Heimatstils, weitgehend neu gebaut 1920/23 als Wohnhaus mit Atelier des Künstlerehepaares Walter und Clary von Ruckteschell                            | D-1-74-115-82 Wikidata | weitere Bilder |

### Obermoosschwaige
| Lage                                   | Objekt                                        | Beschreibung                                                                                        | Akten-Nr.              | Bild                    |
| -------------------------------------- | --------------------------------------------- | --------------------------------------------------------------------------------------------------- | ---------------------- | ----------------------- |
| Hermann-Stockmann-Straße 7 (Standort)  | Ehemalige Künstlervilla                       | mit Mansard-Walmdach und Jugendstilelementen, Anfang 20. Jahrhundert                                | D-1-74-115-22 Wikidata | weitere Bilder          |
| Hermann-Stockmann-Straße 10 (Standort) | Ehemalige Künstlervilla                       | stattlicher Bau mit „maurischen“ Stilelementen und Quaderputz am Erdgeschoss, um 1910               | D-1-74-115-23 Wikidata | weitere Bilder          |
| Hermann-Stockmann-Straße 12 (Standort) | Ehemalige Künstlervilla                       | stattlicher Bau mit Walmdach und Fachwerkobergeschoss, um 1905                                      | D-1-74-115-24 Wikidata | weitere Bilder          |
| Hermann-Stockmann-Straße 16 (Standort) | Ehemalige Künstlervilla                       | „Jugendstilbarock“ mit Putzgliederung und Erkerturm, 1905 erbaut                                    | D-1-74-115-25 Wikidata | Ehemalige Künstlervilla |
| Hermann-Stockmann-Straße 18 (Standort) | Ehemalige Künstlervilla                       | mit Mansard-Halbwalmdach und Jugendstilelementen (Fenster), 1914 erbaut                             | D-1-74-115-26 Wikidata | weitere Bilder          |
| Hermann-Stockmann-Straße 20 (Standort) | Carl-Thiemann-Haus                            | kleines Wohnhaus mit Steilsatteldach und rundbogigem Eingang, 1922 erbaut                           | D-1-74-115-27 Wikidata | Carl-Thiemann-Haus      |
| Herzog-Albrecht-Straße 12 (Standort)   | Ehemaliges Landhaus                           | unregelmäßiger Baukörper mit Mansard-Walmdach und Anbauten, 1900 für den Maler Felix Bürgers erbaut | D-1-74-115-28 Wikidata | weitere Bilder          |
| Jahnstraße 2 (Standort)                | Wohnhaus des ehemaligen Schwaighofes Obermoos | mit Walmdach, 18. Jahrhundert                                                                       | D-1-74-115-70 Wikidata | weitere Bilder          |
| Münchner Straße 38 (Standort)          | Ehemalige Künstlervilla mit Atelier           | Mansard-Walmdach und Vorbau, erbaut 1899; Haus des Malers Hermann Stockmann                         | D-1-74-115-46 Wikidata | weitere Bilder          |
| Prinz-Adalbert-Straße 1 (Standort)     | Ehemalige Künstlervilla                       | im altfränkischen Stil, um 1900                                                                     | D-1-74-115-48 Wikidata | weitere Bilder          |
| Prinz-Adalbert-Straße 2 (Standort)     | Villa                                         | mit Satteldach und Zwerchhaus, um 1910                                                              | D-1-74-115-49 Wikidata | weitere Bilder          |
| Prinz-Adalbert-Straße 4 (Standort)     | Stattliches Landhaus                          | mit Walmdach und Ecklisenen, 1921 erbaut                                                            | D-1-74-115-50 Wikidata | weitere Bilder          |
| Sankt-Peter-Straße 1 (Standort)        | Ehemalige „Kleine Moosschwaige“ von Obermoos  | mit Walmdach und Putzgliederung, erbaut 1801, restauriert                                           | D-1-74-115-71 Wikidata | weitere Bilder          |

### Pellheim
| Lage                               | Objekt                             | Beschreibung                                                             | Akten-Nr.              | Bild                         |
| ---------------------------------- | ---------------------------------- | ------------------------------------------------------------------------ | ---------------------- | ---------------------------- |
| Dorfstraße 4, 6 (Standort)         | Gasthof                            | stattlicher Walmdachbau von 1750                                         | D-1-74-115-74 Wikidata | Gasthof                      |
| Dorfstraße 7 (Standort)            | Pfarrhaus                          | mit Walmdach, im Kern wohl 18. Jahrhundert                               | D-1-74-115-73 Wikidata | Pfarrhaus                    |
| Dorfstraße 13 (Standort)           | Ehemaliges Schulhaus               | zweigeschossiger Massivbau mit Walm- bzw. Halbwalmdach, um 1880          | D-1-74-115-201         | BW                           |
| Dorfstraße 14 (Standort)           | Katholische Pfarrkirche St. Ursula | Turm wohl 15. Jahrhundert, sonst weitgehend Neubau 1689; mit Ausstattung | D-1-74-115-72          | weitere Bilder               |
| Goppertshofer Straße 10 (Standort) | Im Giebel Dachauer Haustafel       | bezeichnet mit 1843, (siehe auch: Dachauer Haustafel)                    | D-1-74-115-75 Wikidata | Im Giebel Dachauer Haustafel |
| Goppertshofer Straße 10 (Standort) | Wegkreuz                           | Mitte 19. Jahrhundert; vor Goppertshofer Straße 10                       | D-1-74-115-76 Wikidata | Wegkreuz                     |

### Polln
| Lage                                                                     | Objekt                                         | Beschreibung | Akten-Nr.              | Bild                                           |
| ------------------------------------------------------------------------ | ---------------------------------------------- | --- | ---------------------- | ---------------------------------------------- |
| Buchengasse 30 a; Buchengasse 30 b; westlich neben der Straße (Standort) | Reste der Eisenbahntrasse und Gleisanlagen     | Reste liegen westlich neben der Straße | D-1-74-115-83 Wikidata | weitere Bilder                                 |
| Roßwachtstraße 40 a (Standort)                                           | Pforte der Isar-Amper-Werke                    | erdgeschossiger Zeltdachbau, später überformt | D-1-74-115-85 Wikidata | weitere Bilder                                 |
| Roßwachtstraße 40 b (Standort)                                           | Ehemaliger Verwaltungsbau der Isar-Amper-Werke | zweigeschossiges Schopfwalmgebäude mit Mittelrisalit und rustizierter Lisenengliederung | D-1-74-115-86 Wikidata | Ehemaliger Verwaltungsbau der Isar-Amper-Werke |
| Roßwachtstraße 40 f (Standort)                                           | Ein- und zweigeschossige Werksgebäude          | schlichte Steilsatteldachbauten mit Lisenengliederung, innen z. T. modernisiert. Bereits 1920 aus dem Bereich der Fabrikanlage ausgegliedert, jedoch zur Stromversorgung des Konzentrationslagers genutzt | D-1-74-115-87 Wikidata | Ein- und zweigeschossige Werksgebäude          |
| Steinstraße 16 (Standort)                                                | Ehemaliges Schlösschen Pollnhof                | Wohnhaus mit Walmdach, im Kern 18. Jahrhundert | D-1-74-115-77 Wikidata | weitere Bilder                                 |

### Steinkirchen
| Lage                      | Objekt                   | Beschreibung                         | Akten-Nr.              | Bild           |
| ------------------------- | ------------------------ | ------------------------------------ | ---------------------- | -------------- |
| Steinkirchen 3 (Standort) | Filialkirche St. Stephan | 14.–17. Jahrhundert; mit Ausstattung | D-1-74-115-78 Wikidata | weitere Bilder |

### Webling
| Lage                 | Objekt                    | Beschreibung                                            | Akten-Nr.              | Bild           |
| -------------------- | ------------------------- | ------------------------------------------------------- | ---------------------- | -------------- |
| Webling 9 (Standort) | Filialkirche St. Leonhard | spätgotisch mit stattlichem Sattelturm; mit Ausstattung | D-1-74-115-79 Wikidata | weitere Bilder |

### Würmmühle
| Lage                                | Objekt                | Beschreibung | Akten-Nr.      | Bild           |
| ----------------------------------- | --------------------- | --- | -------------- | -------------- |
| Würmmühle 1; Würmmühle 2 (Standort) | Mühle, sog. Würmmühle | Hauptgebäude, dreigeschossiger, verputzter Satteldachbau mit Kniestock, Lisenengliederung und Vordach, mit Inschriftenstein von 1825, Neubau nach Brand 1810, Erweiterung und Aufstockung 1868 und Umbau um 1900; Nebengebäude, erdgeschossiger Satteldachbau mit Kniestock, nach 1808, Umbau 1. Drittel 20. Jh.; Feldkapelle, sog. Würmmühl-Kapelle, Satteldachbau mit korbbogigen, vertieften Felderungen, rustiziert eingefasst, und polygonaler Apsis, 1692 neu errichtet oder erweitert, um 1800 modernisiert; mit Ausstattung; | D-1-74-115-220 | weitere Bilder |

## Ehemalige Baudenkmäler
In diesem Abschnitt sind Objekte aufgeführt, die früher einmal in der Denkmalliste eingetragen waren, jetzt aber nicht mehr. Objekte, die in anderem Zusammenhang also z. B. als Teil eines Baudenkmals weiter eingetragen sind, sollen hier nicht aufgeführt werden. Aktennummern in diesem Abschnitt sind ehemalige, jetzt nicht mehr gültige Aktennummern.

| Lage                                        | Objekt                     | Beschreibung                                                                      | Akten-Nr.              | Bild           |
| ------------------------------------------- | -------------------------- | --------------------------------------------------------------------------------- | ---------------------- | -------------- |
| Dachau Augsburger Straße 5 (Standort)       | Wohnhaus                   | Im Kern wohl um 1704                                                              | D-1-74-115-5 Wikidata  | weitere Bilder |
| Dachau Klosterstraße 2 (Standort)           | Wohnhaus                   | Ende 18. Jahrhundert/Anfang 19. Jahrhundert                                       | D-1-74-115-33 Wikidata | weitere Bilder |
| Dachau Klosterstraße 3, 3 a, 3 b (Standort) | Wohnhaus                   | Ende 18./Anfang 19. Jahrhundert                                                   | D-1-74-115-34 Wikidata | weitere Bilder |
| Dachau Konrad-Adenauer-Straße 15 (Standort) | Ehemalige Landkrankenkasse | Mit Halbwalmdach und flachem Dreiecksgiebel über Risalit, Putzgliederung, um 1900 | D-1-74-115-43 Wikidata | weitere Bilder |
| Dachau-Ost Pater-Roth-Straße 1 (Standort)   | Baracke                    | Erdgeschossige Baracke südlich vor der Mauer des Konzentrationslagers             | D-1-74-115-96 Wikidata | BW             |